# 公共部门

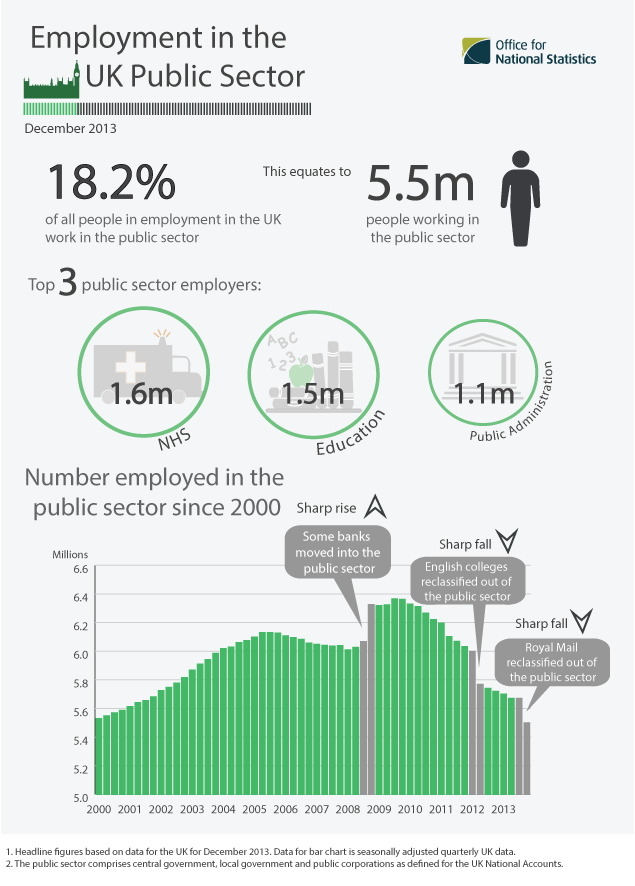
英国公共部门的就业狀況，2013年12月

公共部门（英語：public sector），或稱為公部門，是指由公共服务和国有企业所组成的经济部分。公共服務是面向全社会的服務，任何人都有權利免費使用。国有企业是公有制下的自负盈亏的商业企业，它们一般销售各种非公共商品和服务。公共部門之外還有私营部门或第三部門。私营部门由旨在为私人企业主赚取利润的经济部门所组成。而第三部門則是由民间社會所開設的非营利组织所組成。